# Tredje verdenskrig
Tredje verdenskrig betegner en hypotetisk tredje verdenskrig, som var en væsentlig del af skrækscenariet under Den kolde krig (1945-1991) En tredje verdenskrig kan involvere atomvåben, biologiske våben og kemiske våben, og kan tænkes at udslette hele menneskeheden. Det frygtes at sådan en krig kan forårsage massive globale ødelæggelser og endda medføre enden af den menneskelige civilisation og de fleste eller alle menneskers liv på Jorden.

## Under den kolde krig
Dette afsnit eller denne liste er kun påbegyndt. Hvis du ved mere om emnet, kan du hjælpe Wikipedia ved at tilføje mere.

Videnskabsmanden Albert Einstein kom med en berømt forudsigelse inden sin død. ˮJeg ved ikke, med hvilke våben 3. verdenskrig vil blive udkæmpet, men den 4. verdenskrig vil blive udkæmpet med stokke og stenˮ.

## I nyere tid
Verdenssituationen fik i 2014 Pave Frans til at erklære, at en ny verdenskrig er startet. Pave Frans' udtalelser kom i forbindelse med et besøg ved Italiens største krigsmindesmærke, hvor 100.000 soldater, som døde under Første Verdenskrig, ligger begravet. Her benyttede paven lejligheden til at tale om de krige og konflikter, som hærger i både Ukraine, Irak, Syrien, Gaza og dele af Afrika. "Selv i dag, efter endnu en forfejlet verdenskrig, kan man tale om en tredje verdenskrig, der udkæmpes fragmenteret med forbrydelser, massakrer og ødelæggelser.
Ifølge den hollandske cyberekspert Jaya Baloo, er tredje verdenskrig allerede brudt ud, i cyberspace.

## Kontrafaktisk litteratur
Tredje Verdenskrig har igennem årene været rigt beskrevet i international kontrafaktisk litteratur - bl.a.
- Den Tredje Verdenskrig: August 1985. (John W. Hackett)
- Red Storm Rising (Tom Clancy)
- På Stranden (Nevil Shute)
- Team Yankee (Harold Coyle)
- Red Thrust (Steven J. Zaloga)
- Red Army (Ralph Peters)
- First Clash: Combat Close-Up in World War III (Kenneth Macksey)
- 23:59:00, Ét minut i midnat af (Jacob Munkholm Jensen). (krigen set fra et dansk perspektiv)